# Reha Kapsal
Reha Kapsal (* 11. April 1963 in Diyarbakır) ist ein ehemaliger türkischer Fußballspieler und aktueller Trainer.

## Spielerkarriere
Reha Kapsal spielte in den 80er und 90er Jahren bei diversen Erst- und Zweitligavereinen.
Durch seine langjährige Tätigkeit bei Altay İzmir wird er mit diesem Verein assoziiert. Er wird sowohl von den Fans wie auch von dem Verein als einer der bedeutendsten Spieler der Vereinsgeschichte aufgefasst. Mit Altay erreichte er in der Saison 1983/84 und in der Saison 1990/91 die Meisterschaft der 2. türkische Liga und damit den Aufstieg in die Süper Lig.
Darüber hinaus erreichte er 1995/96 mit Zeytinburnuspor über die Playoffs der 2. türkische Liga den indirekten Aufstieg in die 1. türkische Liga.
In der Spielzeit 1989/90 wechselte er zum türkischen Traditionsverein Trabzonspor. Hier misslang ihm der Sprung in die Stammformation. So verließ er nach einer Saison und einem Ligaeinsatz den Verein und ging zu seinem alten Verein Altay zurück.
1997 wechselte er als Amateurspieler zum Amateurligaverein Malatya Belediyespor und beendete hier seine Laufbahn als aktiver Spieler.

## Trainerkarriere
Im Anschluss an seine Spielerkarriere entschied er sich, eine Trainerlaufbahn zu starten. Als erste Tätigkeit übernahm er bei Altay İzmir den Posten des Co-Trainers. Anschließend übernahm er als Cheftrainer die Vereine bei Marmaris Belediyespor und Manisaspor.
Zur Spielzeit übernahm er Altay wieder den Posten des Co-Trainers. Nachdem der Cheftrainer gegen Saisonende entlassen wurde, trainierte er übergangsweise das Team und schaffte mit ihm als Meister der TFF 1. Lig den direkten Aufstieg in die Süper Lig.
Die nächste Saison übte er bei Kayseri Erciyesspor wieder den Posten des Co-Trainers aus.
Im Oktober 2003 übernahm er als Cheftrainer den Zweitligisten Ankaraspor. Zum Saisonende schaffte er mit diesem Verein über die Playoffs der TFF 1. Lig den indirekten Aufstieg in die Süper Lig.
Zur nächsten Saison übernahm er den Erstligisten MKE Ankaragücü. Nach einer Reihe von erfolglosen Spielen wurde er im Dezember 2004 entlassen und durch Sakıp Özberk ersetzt.
Im April 2005 wurde er der Trainer der türkischen U-21-Nationalmannschaft. Da der Trainer dieses Amtes auch die olympische Auswahl der Türkei betreut, nahm er 2005 mit der Olympiaauswahl an den Mittelmeerspielen teil und gewann die Silbermedaille. Im Oktober 2006 trat er von diesem Amt zurück.
Anschließend trainierte er der Reihe nach Karşıyaka SK, Manisaspor und erneut Karşıyaka SK.
Vor dem 14. Spieltag der Saison 2013/14 wurde er beim Zweitligisten Şanlıurfaspor als neuer Cheftrainer eingestellt. Ende Februar 2014 gab er hier überraschend seinen Rücktritt bekannt.

## Erfolge

### Als Spieler
Mit Altay Izmir
- Meister der TFF 1. Lig und Aufstieg in die Süper Lig: 1983/84, 1990/91
- TSYD-Izmir-Pokalsieger: 1982/83, 1985/86, 1986/87, 1987/88, 1998/99

Mit Zeytinburnuspor
- Play-off-Sieger der TFF 1. Lig und Aufstieg in die Süper Lig: 1995/96

### Als Trainer
Mit Altay Izmir
- Meister der TFF 1. Lig und Aufstieg in die Süper Lig: 2001/02

Mit BB Ankaraspor
- Tabellendritter der TFF 1. Lig und Aufstieg in die Süper Lig: 2003/04